# Pseudomystus inornatus
Pseudomystus inornatus es una especie de peces de la familia Bagridae en el orden de los Siluriformes.

## Morfología
Los machos pueden llegar alcanzar los 14,5 cm de longitud total

## Distribución geográfica
Se encuentra en Borneo.